# Such’ŏl
Such'ŏl (ur. 816, zm. 892) – koreański mistrz sŏn z jednej z 9 górskich szkół sŏn – silsang.

## Życiorys
O jego pochodzeniu nic nie wiadomo, jednak prawdopodobnie należał do arystokracji (kor. chingol)
Praktykę buddyjską rozpoczął u mistrza winai. 
Był jednym z tych mistrzów koreańskich, którzy nigdy nie udali się do Chin po nauki.
Został uczniem mistrza sŏn Chinggaka Hongch'ŏka, a po otrzymaniu od niego przekazu Dharmy rozpoczął nauczania w klasztorze Siwŏnsan

## Linia przekazu Dharmy zen
Pierwsza liczba oznacza liczbę pokoleń mistrzów od 1 Patriarchy indyjskiego Mahakaśjapy.
Druga liczba oznacza liczbę pokoleń od 28/1 Bodhidharmy, 28 Patriarchy Indii i 1 Patriarchy Chin.
Trzecia liczba oznacza początek nowej linii przekazu w danym kraju.
- 33/6. Huineng (638–713) południowa szkoła nagłego oświecenia
  - 34/7. Nanyue Huairang (677–744) szkoła hongzhou
    - 35/8. Mazu Daoyi (707–788)
      - 36/9. Xitang Zhizang (728–809)
        - 37/10/1. Chinggak Hongch'ŏk (zm. 828) Korea; szkoła silsang
          - 38/11/2. Such'ŏl (816–892)
            - 39/12/3. Umkwang (bd)